# Bear Grylls: Face the Wild
Bear Grylls: Face the Wild è una serie TV statunitense trasmessa su Facebook Watch a partire dal 21 marzo 2018. Il programma segue Bear Grylls mentre guida, nella natura selvaggia, un gruppo di suoi fan.

## Premessa
Bear Grylls: Face the Wild mostra "10 fan di Bear Grylls invitati ad accompagnarlo in un'avventura nella natura selvaggia. 
I partecipanti condivideranno le loro storie, mentre Bear li spingerà fuori dalla loro zona di comfort, insegnandoli come la natura possa essere illuminante, ma anche altamente rafforzante".

## Produzione
Il 16 gennaio 2018 venne annunciato l'ordine di Facebook Watch di una prima stagione di Bear Grylls: Face the Wild, un nuovo reality con Bear Grylls. I produttori esecutivi avrebbero incluso Grylls, Delbert Shoopman, Chris Grant, Drew Buckley, Rob Buchta e Justin Dudek. Le case produttrici sarebbero state Bear Grylls Ventures e Electus.
Grylls ed il suo staff hanno trovato i partecipanti attraverso una audizione online aperta a tutti; ad ottobre 2017 ricevettero 500000 richieste. 
La prima stagione venne filmata nella Sierra Nevada. L'area era ideale per la produzione per la presenza di alte montagne, deserto, canyon, precipizi e foreste: ciò permise di utilizzare differenti terreni e fornire una location centrale per i partecipanti. 
Grylls affermò di aver trovato Facebook adatto per la serie, in quanto, network tradizionali come NBC sarebbero stati disinteressati a trasmettere le attività di persone comuni, invece che di celebrità come succede in Running Wild with Bear Grylls.

## Episodi
| N° | Titolo originale         | Prima TV originale |
| -- | ------------------------ | ------------------ |
| 1  | Mom Gone Wild            | 21 marzo 2018      |
| 2  | Mission Possible         | 28 marzo 2018      |
| 3  | Always Bet on Dot        | 4 aprile 2018      |
| 4  | Schooled By a Girl Scout | 11 aprile 2018     |
| 5  | Vision Quest             | 18 aprile 2018     |
| 6  | Hurricane Lester         | 25 aprile 2018     |
| 7  | Wander Woman             | 2 maggio 2018      |
| 8  | Kick the Bucket-List     | 9 maggio 2018      |
| 9  | L.A. Unplugged           | 16 maggio 2018     |
| 10 | Southern Discomfort      | 23 maggio 2018     |

## Trasmissione
Il 13 marzo 2018 Facebook ha rilasciato il primo trailer ufficiale della serie.